# Partidul Libertății
Partidul Libertății a fost o organizație antisovietică din Basarabia, care a ființat în anii 1949-1950. În Actul de acuzare din 16 decembrie 1950 organizația este caracterizată ca una formată din "naționaliști moldo-români", care "au avut o atitudine ostilă față de înfrângerea României fasciste în cel de-al doilea război mondial și față de instaurarea  Puterii Sovietice în Moldova" Oganizația întrunea un număr mare de membri, de origini sociale diferite (fapt care asigura activitații lor un impact propagandistic considerabil) și care acționau în diverse localități ale Basarabiei. Nucleul organizației era compus în special din pedagogi, absolvenți ai unor instituții de învățământ superior. 

## Motivele constituirii și obiectivele
Ideea de a se organiza pentru a opune rezistență într-un mod cât mai eficient politicii genocidare stalinste le-a venit membrilor care mai târziu aveau să formeze nucleul organizației (e vorba de pedagogul Victor Andreev, în primul rând) încă în anul 1946, în timpul unei întruniri studențești, după un discurs al unui tânăr pe nume Nicolae, care, conform documentelor din arhivele A.M.N.S.N.R.M., ar fi spus "niște adevăruri cunoscute de toată lumea, dar pe care nimeni nu îndrăznise până atunci să le rostească", precum ar fi faptul că regimul comunist era "un regim fariseic" și că tinerii nu se puteau bucura de tinerețea lor, atunci când "părinții și frații le gemeau prin închisori"  De menționat că Nicolae Istrati, de exemplu, unul dintre membri, nu era un novice în ce privește activitatea antisovietică, el mai fusese arestat, în 1946, pentru "agitație antisovietică" și condamnat la 10 de închisoare, dar eliberat prin amnistie. Totuși, "Partidului Libertății" se constituie abia în 1949.
Obiectivele organizației erau: "a reda din nou libertatea și a pune pe tron pe rege", "a educa oameni hotărâți, căliți în luptă, care mâine să formeze guvernul statului român", "a lichida toate elementele putregăioase, care și-au regăsit reședință pe teritoriul român", "a repatria pe toți care astăzi stau înlănțuiți în Siberia", "a întoarce avutul celor ce au fost despuiați de hoardele năvălitorilor", "a restabili echilibrul  țării din punct de vedere economic, industrial, științific etc.", "a restabili granițele țării". Interesant că structura "Partidului Libertății" era asemănătoare cu a altei organizații antisovietice, "Partidul Democrat Agrar", precum și faptul că în Regulament se face referire la existența unei rezistențe organizate în Polonia. Se mai cunoaște faptul că organizația încercase să ia legatura cu organizații similare atât din Basarabia ("Mișcarea Nordică"), cât și din Ucraina. E posibil ca membrii organizației să fi fost la curent cu existența unor organizații similare în Bucovina Românească, unde rezistența luase proporțiile luptei armate "de partizani". La 6 iulie 1949 frații Istrati sunt deportați în Siberia, fără vreo legătură cu activitatea lor în cadrul "Partidului Libertății". Aflați în Siberia, ei reușesc să comunice cu cei de acasă și să dea sfaturi membrilor organizației.

## Membri
Membrii fondatori ai "Partidului Libertății" au fost: Constantin Condrat, născut în 1914, la Soroca, absolvent al Seminarului Pedagogic din Bălți, director al școlii primare din satul Băcioi, Ion Istrati, născut în 1929, și fratele său Nicolae Istrati, născut în 1926, în satul Văsieni, pedagogi la școala primară din satul Băcioi, Victor Andreev, născut în 1923 în satul Manoilești (raionul Kotovsk), pedagog la școala din Băcioi. Printre membrii cei mai activi s-au mai numărat Vladimir Bivol, născut în 1923 în satul Cojușna (raionul Chișinău), care încă din 1945, în calitate de student la Institutul Pedagogic din Chișinău, se implică în activitatea unei alte  organizații antisovietice "Organizația revoluționarilor din Basarabia", Tudor Goncearencu, născut în 1915 în satul Gălățeni, fiu de preot, fost ostaș în Armata Română, Andrei Sănduță, născut în 1921 în satul Ialoveni, director al școlii primare din satul Sofia (raionul Cărpineni) ș.a.

## Regulament
"Partidul Libertății" avea un regulament, care stipula principalele scopuri ale organizației. Regulamentul facea apel la sentimentele patriotice ale cetățenilor fostei Românii Mari, la memoria lui Avram Iancu și Tudor Vladimirescu, și îi chema să lupte, urmând "glasul pornit din adâncul inimii rănite". Regulamentul se adresa în mod exclisiv celor care simțeau datoria de a lupta, iar "nepatrioții" erau avertizați: "atunci când Patria (n.n. - România) își va recăpăta liberatea, să nu veniți în genunchi să-i cereți ocrotire".2 Regulamentul avea prevederi stricte despre calitatea de membru, astfel încât nu oricine putea face parte din organizație. 

## Activitatea
Activitatea organizației clandestine "Partidul Libertății" a constat în principal în muncă de propagandă. Membrii ei tipăreau și distribuiau foi volante, organizau întruniri cu caracter antisovietic, cooptau noi membri, având grijă de educarea lor "în spiritul valorilor strămoșești". Din documentele de arhivă reiese că organizația avea un depozit de arme. Se mai știe că la 30 mai 1950 existau cel puțin 7 celule primare ale acestei organizații.

## Arestarea și procesul
Arestările încep în iunie 1950, primul capturat fiind Victor Andreev.  Au urmat Andrei Sănduță, Ion Andreev, Vasile Vâlcu, Tudor Ciorescu, Simion Calestru, precum și alți 29 de membri ai organizației. Sunt aduși din Siberia și închiși la Chișinău frații Istrati. Despre tortura practicată în închisorile comuniste aflăm din Jurnalul lui Victor Andreev, pe care acesta îl ținea, chiar fiind închis, și care a fost confiscat de KGB.
Procesul intentat la 18 ianuarie 1951 a avut loc cu ușile închise, la fel ca și în alte cazuri similare. Ca și în cazul altor organizații antisovietice, condamnaților li s-au aplicat pedepse exagerate, în temeiul unor acuzații false, documentele care constituiau "dovada crimei" fiind corespondența membrilor organizației, Regulamentul acesteia, două poezii antisovietice scrise de Vladimir Bivol, armele și cartușele confiscate de KGB, precum și almanahul ziarului "Basarabia și Bucovina", considerat "culegere fascistă". Constantin Condrat, Ion Istrati, Vladimir Bivol, Vasile Vâlcu și Victor Andreev au fost condamnați la moarte prin împușcare. Ceilalți membri ai organizației au fost condamnați la diverse termene de muncă forțată în Siberia sau la închisoare.
Mulți dintre cei condamnați au fost reabilitați (în 1990), dar nu toți. "La 25 martie 1994 Judecătoria Supremă a Republicii Moldova a confirmat hotărârea anterioară a instanțelor judecătorești privind condamnarea, în baza art. 196 al C.p al R.S.S. Ucrainene, a lui Ion Istrati, Simion Pananghiu, Simion Calestru, Vasile Vâlcu, Eremia Staratn și Grigore Vâlcu, considerând că nu există temeiuri pentru anularea deciziilor judecătorești și reabilitarea lor".